# 単公
単公（ぜんこう）は、単の君主。姓は姫、氏は単。名と字は不詳。殷末周初の人物で、周の文王・武王の殷征伐を補佐し、軍功を建立したため、殷人の故土上に国家を建立した。